# 保卡坦博區 (保卡坦博省)

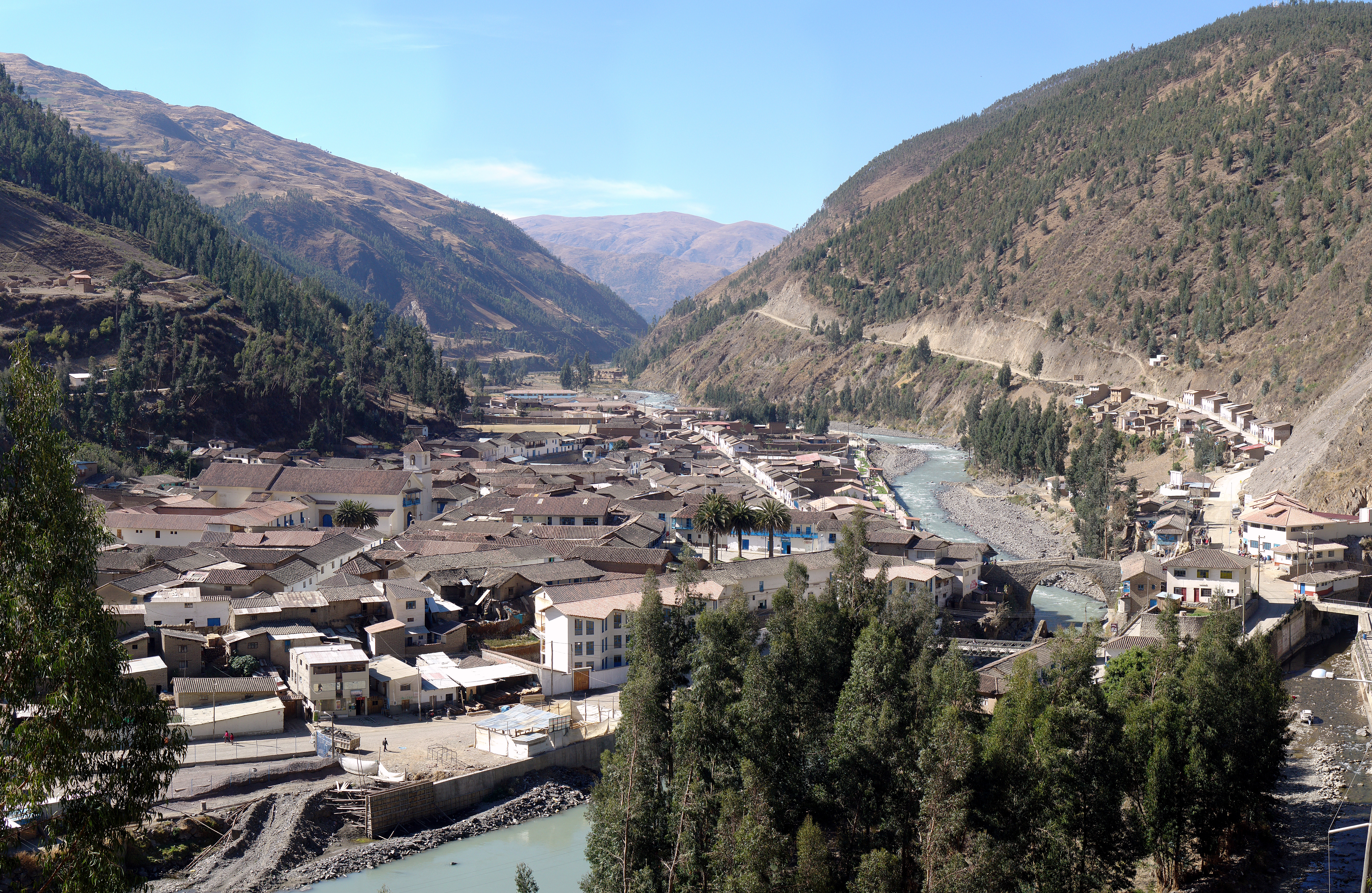

保卡坦博區（西班牙語：Distrito de Paucartambo），是秘魯的一個區，位於該國南部庫斯科大區的保卡坦博省，始建於1825年6月21日，面積1,079.23平方公里，海拔高度2,906米，2005年人口14,168，人口密度每平方公里13人。